# 空へ (山崎まさよしの曲)
「空へ」（そらへ）は、2016年3月2日に発売された山崎まさよしの33枚目となるシングル。

## 解説
- 2016年3月5日公開の映画『映画ドラえもん 新・のび太の日本誕生』の主題歌として書き下ろした楽曲[2]。アニメ映画への書き下ろしは初めてとなる[3]。
- 特別盤と「ドラえもん盤」の2種類がリリース。ドラえもん盤はCDのみの盤で、特別盤にはライブツアー「Yamazaki Masayoshi String Quartet "HARVEST"」東京文化会館公演の一部の映像が収録されたDVDが付属する[2]。

## 収録曲
| 全作詞・作曲: 山崎将義。 |                                                                                             |          |            |      |
| #                        | タイトル                                                                                    | 作詞     | 作曲・編曲 | 時間 |
| 1.                       | 「空へ」(東宝配給映画『映画ドラえもん 新・のび太の日本誕生』主題歌)                         | 山崎将義 | 山崎将義   | 4:38 |
| 2.                       | 「ターミナル」(日本テレビ系紀行番組『ぶらり途中下車の旅』2016年1月-3月期エンディングテーマ) | 山崎将義 | 山崎将義   | 3:51 |
| 3.                       | 「空へ (backing track)」                                                                    | 山崎将義 | 山崎将義   | 4:35 |

### DVD（特別盤のみ）
| #  | タイトル                 | 作詞 | 作曲・編曲 | 時間 |
| -- | ------------------------ | ---- | ---------- | ---- |
| 1. | 「月明かりに照らされて」 |      |            | 5:36 |
| 2. | 「僕はここにいる」       |      |            | 4:35 |
| 3. | 「SWEET MEMORIES」       |      |            | 3:49 |
| 4. | 「コイン」               |      |            | 3:36 |
| 5. | 「ベンジャミン」         |      |            | 4:00 |
| 6. | 「星に願いを」           |      |            | 4:10 |
| 7. | 「ア・リ・ガ・ト」       |      |            | 5:11 |